# 達斯卡洛夫兄弟村
達斯卡洛夫兄弟村是保加利亞中南部舊扎戈拉州達斯卡洛夫兄弟市鎮的村庄及行政中心，面積35.19平方公里，海拔高度671米，2009年人口750。